# Lysiosquilla subricauda
Lysiosquilla subricauda är en kräftdjursart. Lysiosquilla subricauda ingår i släktet Lysiosquilla och familjen Lysiosquillidae. Inga underarter finns listade i Catalogue of Life.